# Матвеев, Алексей Матвеевич
Алексе́й Матве́евич Матве́ев (1919—1994) — советский государственный и политический деятель, председатель Мурманского областного исполнительного комитета.

## Биография
Родился в 1919 году в Качанове (ныне Псковской области). Член ВКП(б) с 1943 года.
Участник Великой Отечественной войны. В РККА в 1941-1946 годах.
С 1948 года - на общественной и политической работе. В 1948-1975 гг. — старший мастер, технический руководитель рафинировочного цеха комбината «Североникель», секретарь комитета КПСС комбината «Североникель», инструктор Мурманского областного комитета КПСС, 1-й секретарь Кировского городского комитета КПСС, секретарь, 2-й секретарь Мурманского областного комитета КПСС,
председатель Исполнительного комитета Мурманского областного Совета, директор комбината «Печенганикель».
Избирался депутатом Верховного Совета РСФСР 7-го созыва.